# Doorlooptijdverkorting
Doorlooptijdverkorting is een methode binnen lean manufacturing om een organisatie zeer gefocust te laten verbeteren en verspillingen te elimineren. De doorlooptijd is daarbij gedefinieerd als de tijd vanaf klantorder tot en met de levering aan de klant, waarbij het product of dienst op bestelling is geproduceerd, geassembleerd of verwerkt. Doorlooptijdverkorting vindt zijn toepassing in zowel productie- als dienstenomgevingen.

## Geschiedenis
De essentie is in de begin 19e eeuw ontwikkeld in VS, en gedurende de Tweede Wereldoorlog en direct daarna verspreid via het programma Training within Industry in Europa en Japan. De methode is vervolgens door de Toyota Motor Corporation verder ontwikkeld. Een citaat van voormalig Toyota production engineer Taiichi Ohno, een van de grondleggers van het Toyota production system, luidt: 'All we are doing is looking at the time line, from the moment the customer gives us an order to the point when we collect the cash … And we are reducing that time line by removing the non-value-added wastes'.

## Voorbeelden
Het Duitse automobielconcern Porsche was begin jaren negentig in een crisis terechtgekomen. In 1992 werd door Wendelin Wiedeking de hulp van Toyota ingeroepen. Vijf jaar later was in de fabriek in Stuttgart de doorlooptijd gereduceerd van 6 weken naar 3 dagen, waarbij de voorraden met 90% waren verminderd en de kwaliteitsuitval met 55%.
De Aerospacedivisie van Rolls-Royce  is in 2001 een verbeterprogramma gestart onder de naam the 40 day engine, om de doorlooptijd van opdracht tot levering van een motor van 532 dagen terug te brengen naar 40 dagen. In 2003 kwam de eerste motor van de lijn die de doelstelling haalde, en in 2004 daalde de gemiddelde doorlooptijd onder de beoogde norm van 40 dagen.

## Aanpak
Het reduceren van doorlooptijd dwingt een organisatie kritisch naar zijn processen te (blijven) kijken, waarbij de klassieke LEAN-stappen van Value, Value Stream, Flow, Pull en Perfection impliciet doorlopen worden. De ambitie om een extreem kortere doorlooptijd te realiseren vereist het doorbreken van paradigma’s en loslaten van gebruikte werkwijzen.
Een van de belangrijkste praktische spelregels is de bepaling van het maximaal of constante (CONWIP) onderhandenwerk, het maximaal aantal orders, diensten of producten waar de organisatie tegelijkertijd aan mag werken. Hoe lager het aantal, hoe meer een organisatie erop zal zijn gericht het onderhanden werk zo snel mogelijk door het proces te laten stromen. Belangrijk hierbij is het begrip van de relatie tussen Onderhandenwerk (OHW) met doorlooptijd (DLT) en output:
DLT=OHW/output

## Invloedsgebieden
Het reduceren van de doorlooptijd heeft een direct en sterk reducerend/eliminerend effect op zes van de zeven muda's: overproductie, transport, opslag, beweging, overprocessen en wachten. Het effect op de zevende muda, defecten, is indirect maar wel causaal. Doordat producten enkelstuks door het bedrijf gaan stromen, worden productvariaties (welke leiden tot defecten) eerder geconstateerd en geëlimineerd.
Door het reduceren van doorlooptijd en daarmee verspillingen, neemt de productiviteit (per machine- of manuren) toe. Hierdoor zullen de kosten per product dalen.
Doordat het onderhandenwerk reduceert, wordt er op minder werkkapitaal beslag gelegd, wat gunstig is voor de liquiditeitspositie van een onderneming.

## Voordelen
- Communicatie van een doorlooptijddoelstelling is eenvoudig en duidelijk.
- Laagdrempelig: medewerkers hoeven geen of nauwelijks Lean kennis te hebben om doelgericht te verbeteren en verspillingen te elimineren.
- Breed toepasbaar.
- Financieel voordeel op korte en lange termijn: werkkapitaalreductie en productiviteitsverhoging.

## Nadelen
- Contra-intuïtief: “Ik/mijn machine mag niet stilstaan!”
- Vereist degelijke interne/externe begeleiding om medewerkers het belang van doorlooptijdverkorting te laten ervaren en om daadwerkelijk paradigma’s te doorbreken en spelregels te veranderen.